# Пираты Карибского моря: Проклятие Чёрной жемчужины
«Пираты Карибского моря: Проклятие Чёрной жемчужины» (англ. Pirates of the Caribbean: The Curse of The Black Pearl) — приключенческий фильм о пиратах, действие которого разворачивается на Карибах в первой половине XVIII века. Фильм был поставлен режиссёром Гором Вербински и спродюсирован Джерри Брукхаймером. Идея картины пришла к создателям под впечатлением от одноимённого тематического водного аттракциона в Диснейленде. Это первый фильм Walt Disney Pictures, получивший рейтинг PG-13 («для зрителей старше 13-ти лет») от организации MPAA. Официальный российский возрастной рейтинг фильма 12+. Премьера фильма в России состоялась 22 августа 2003 года.
Фильм занял 109-е место среди самых кассовых фильмов. По всему миру «Пираты» собрали почти 654 миллиона долларов, — став, на тот момент, двадцать вторым наиболее прибыльным фильмом в истории. Благодаря успеху фильма, Walt Disney Pictures анонсировали сразу два продолжения: «Пираты Карибского моря: Сундук мертвеца» и «Пираты Карибского моря: На краю света». Позже в 2011 году вышло третье продолжение «Пираты Карибского моря: На странных берегах». В 2017 году вышло четвёртое продолжение «Пираты Карибского моря: Мертвецы не рассказывают сказки».

## Сюжет
В XVII веке губернатор Уэзерби Суонн и его дочь Элизабет плавают на борту корабля «Разящий». Команда лейтенанта Норрингтона спасает Уилла Тёрнера, оставшегося в живых после кораблекрушения. Элизабет снимает золотой медальон с шеи Уилла, прежде чем увидеть корабль с черными парусами. Восемь лет спустя в Порт-Ройале, Ямайка, Норрингтона повышают до коммодора. Во время церемонии капитан Джек Воробей, который первоначально прибыл в Порт-Ройял, чтобы «реквизировать» корабль, сталкивается с двумя гвардейцами Королевского военно-морского флота, Мертоггом и Маллроем, которые рассказывают Джеку, что «Перехватчик» — самый быстроходный корабль в Карибском море.
После завершения церемонии коммодор Норрингтон делает предложение Элизабет, прежде чем из-за слишком туго натянутого корсета она теряет сознание и падает в воду, отчего медальон начинает посылать волны. Джек спасает Элизабет, прежде чем сбежать от Норрингтона, который опознаёт Джека по его пиратскому клейму, наложенному на него Ост-Индской торговой компанией. Уилл, ставший кузнецом, встречает Джека и сражается с ним достаточно долго, чтобы Воробей попал в тюрьму.
В ту ночь на Порт-Ройял в поисках медальона нападает «Чёрная жемчужина», корабль, который Элизабет видела много лет назад. После переговоров Элизабет берут на борт, чтобы встретиться с капитаном Барбоссой. Хотя она назвалась Элизабет Тёрнер, чтобы скрыть, что она дочь губернатора, Барбосса берёт Элизабет с собой. Барбосса объясняет, что медальон — это одна из 663 (в оригинале — 882) золотых монет ацтеков, хранящихся в каменном сундуке, которые использовались для подкупа Эрнана Кортеса, чтобы тот остановил резню, но из-за жадности Кортеса языческие боги наложили проклятие на золото. Команда Барбоссы нашла сокровища на Исла-де-Муэрта, но, потратив их, они утратили все ощущения, в том числе вкус, и в лунном свете стали превращаться в бессмертные скелеты. Чтобы снять проклятие, команда Барбоссы должна вернуть всё золото и омыть его своей кровью. Узнав, что Прихлоп Билл Тёрнер отправил одну монету своему ребёнку, Барбосса отправил его на дно океана. Предполагая, что Элизабет — дочь Прихлопа, Барбосса намеревается использовать её кровь.
Чтобы спасти Элизабет, Уилл освобождает Джека, который узнаёт, что Тёрнер — сын Прихлопа Билла. Они обманывают Норрингтона, инсценируя угон «Разящего», заставляя Норрингтона и его команду преследовать их на «Перехватчике». Затем Джек и Уилл проникают на борт «Перехватчика» и сбегают на корабле, такелаж которого полностью подготовлен к отплытию. Затем Джек и Уилл отправляются на Тортугу, чтобы найти Джошами Гиббса и набрать команду. Уилл узнаёт от Гиббса, что Воробей был капитаном «Черной жемчужины» до того, как Барбосса организовал мятеж и высадил его на острове. Прибыв на Исла-де-Муэрта, Джек и Уилл проникают в грот сокровищ, где Барбоссе не удаётся снять проклятие с помощью крови Элизабет.
Уилл и Элизабет убегают с медальоном на «Перехватчике», в то время как Барбосса захватывает Воробья и запирает его на гауптвахте на борту «Жемчужины». Между «Жемчужиной» и «Перехватчиком» завязывается битва, в результате которой экипаж последнего захвачен в плен, а сам корабль уничтожен. Поняв, что Барбоссе нужна его кровь, Уилл сдаётся, чтобы освободить Элизабет. Барбосса соглашается, но бросает Джека и Элизабет на острове. На следующее утро Элизабет подает дымовой сигнал, после чего Джека и Элизабет спасают на борту «Разящего». Элизабет принимает предложение руки и сердца Норрингтона при условии спасения Уилла от Барбоссы. Тем временем, на борту «Черной жемчужины» Уилл узнает от Пинтелла и Раджетти — пиратов из команды Барбоссы — о том, что после проклятия Билл Тёрнер отправил своему сыну медальон в наказание команде, и в ответ на это Барбосса утопил Прихлопа Билла, но только потом вскрылось, что без крови Прихлопа проклятие не снять.
Той же ночью Джек и Норрингтон разрабатывают план нападения из засады на пиратов на Исла-де-Муэрта, но Норрингтон сам планирует напасть на пиратов, и Воробей убеждает Барбоссу не снимать проклятие, пока они не убьют людей Норрингтона. Предвидя грядущую битву, Джек тайно забирает одну монету, чтобы стать бессмертным, затем освобождает Уилла и сражается с Барбоссой в пещере. Пока команда Норрингтона сражается со скелетами на борту «Разящего», Элизабет ускользает, чтобы освободить команду Джека, которая спасается на «Жемчужине», оставляя её спасать Уилла и Джека в одиночку. После того, как Элизабет помогает победить нескольких членов команды Барбоссы, Воробей стреляет в Барбоссу той самой пулей (которую он хранил с момента бунта) как раз в тот момент, когда Уилл возвращает обе оставшиеся монеты со своей кровью в сундук, снимая проклятие. Став смертным, Барбосса погибает от выстрела Воробья, а остальные члены команды Барбоссы погибли или сдались в плен.
В Порт-Ройале Уилл признаётся Элизабет в любви, прежде чем спасти Джека, которого собирались повесить. После потасовки Джека и Уилла окружают. Элизабет встаёт на их сторону, предпочитая Тёрнера Норрингтону, который отступает. Воробей падает в воду, но его спасает новая команда «Черной жемчужины». Норрингтон решает дать Воробью «денёк форы» перед преследованием. Губернатор Суонн благословляет Уилла и Элизабет, а Джек Воробей вновь становится капитаном «Жемчужины» и отправляется в плавание к горизонту.

## В ролях
| Актёр          | Роль                                                           |
| -------------- | -------------------------------------------------------------- |
| Орландо Блум   | Уильям (Уилл) Тёрнер, сын пирата Билла «Прихлопа»              |
| Кира Найтли    | Элизабет Суонн, дочь губернатора Суонна                        |
| Джонни Депп    | капитан Джек Воробей, бывший соратник и нынешний враг Барбоссы |
| Джеффри Раш    | капитан Гектор Барбосса, капитан корабля «Чёрная жемчужина»    |
| Джек Дэвенпорт | коммодор Джеймс Норрингтон, офицер королевского флота          |
| Джонатан Прайс | губернатор Уэзерби Суонн, отец Элизабет                        |
| Кевин Макнелли | Джошами Гиббс, друг и первый помощник Джека Воробья            |
| Ли Аренберг    | Пинтел, пират из шайки Барбоссы                                |
| Маккензи Крук  | Раджетти, одноглазый пират из шайки Барбоссы                   |
| Мартин Клебба  | Марти, матрос-карлик из команды Джека                          |
| Дэвид Бэйли    | Коттон, рулевой Джека, немой пират                             |
| Зои Салдана    | Анна-Мария, бывшая подруга Джека                               |
| Ральф Мартин   | мистер Браун, кузнец                                           |

## Музыка
Музыкальное сопровождение написали Клаус Бадельт и Ханс Циммер, которые также выступали в качестве продюсеров. Семь других композиторов, в том числе Джефф Занелли и Рамин Джавади, значатся как авторы «дополнительной музыки». Циммер возглавил 15 композиторов, чтобы закончить производство в срок. Алан Сильвестри, который работал над музыкой для фильмов Вербински «Мышиная охота» и «Мексиканец», должен был участвовать и в этом его проекте, но Брукхаймер решил сотрудничать исключительно с командой Циммера, которая часто работала над его постановками.

### Саундтрек
Альбом был выпущен 22 июля 2003 года лейблом Walt Disney Records и содержит музыку из фильма, написанную композиторами Клаусом Бадельтом и Хансом Циммером.

| Оценки критиков | Оценки критиков                                                                    |
| Источник        | Оценка                                                                             |
| --------------- | ---------------------------------------------------------------------------------- |
| AllMusic        | 2 из 5 звёзд · 2 из 5 звёзд · 2 из 5 звёзд · 2 из 5 звёзд · 2 из 5 звёзд           |
| Empire          | 2 из 5 звёзд · 2 из 5 звёзд · 2 из 5 звёзд · 2 из 5 звёзд · 2 из 5 звёзд           |
| Filmtracks      | 1 из 5 звёзд · 1 из 5 звёзд · 1 из 5 звёзд · 1 из 5 звёзд · 1 из 5 звёзд           |
| Movie Music UK  | 4 из 5 звёзд · 4 из 5 звёзд · 4 из 5 звёзд · 4 из 5 звёзд · 4 из 5 звёзд           |
| Movie Wave      | 3 из 5 звёзд · 3 из 5 звёзд · 3 из 5 звёзд · 3 из 5 звёзд · 3 из 5 звёзд           |
| SoundtrackNet   | 3,5 из 5 звёзд · 3,5 из 5 звёзд · 3,5 из 5 звёзд · 3,5 из 5 звёзд · 3,5 из 5 звёзд |

| #  | Название               | Длительность |
| -- | ---------------------- | ------------ |
| 1  | Fog Bound              | 2:16         |
| 2  | The Medallion Calls    | 1:53         |
| 3  | The Black Pearl        | 2:16         |
| 4  | Will & Elizabeth       | 2:08         |
| 5  | Swords Crossed         | 3:16         |
| 6  | Walk the Plank         | 1:59         |
| 7  | Barbossa is Hungry     | 4:06         |
| 8  | Blood Ritual           | 3:33         |
| 9  | Moonlight Serenade     | 2:09         |
| 10 | To the Pirates' Cave!  | 3:31         |
| 11 | Skull and Crossbones   | 3:24         |
| 12 | Bootstrap’s Bootstraps | 2:39         |
| 13 | Underwater March       | 4:12         |
| 14 | One Last Shot          | 4:46         |
| 15 | He's a Pirate          | 1:30         |

## Награды и номинации
- 2004 — 5 номинаций на премию «Оскар»: лучшая мужская роль (Джонни Депп), лучший грим (Ве Нилл, Мартин Сэмюэл), лучший звук (Кристофер Бойс, Дэвид Паркер, Дэвид Е. Кэмпбелл, Ли Орлофф), лучший звуковой монтаж (Кристофер Бойс, Джордж Уоттерс II), лучшие визуальные эффекты (Джон Нолл, Хэл Т. Хикел, Чарльз Гибсон, Терри Д. Фрэйзи)
- 2004 — номинация на премию «Золотой глобус» за лучшую мужскую роль в комедии или мюзикле (Джонни Депп)
- 2004 — премия BAFTA за лучший грим (Ве Нилл, Мартин Сэмюэл), а также 4 номинации: лучшая мужская роль (Джонни Депп), лучшие костюмы (Пенни Роуз), лучший звук (Кристофер Бойс, Джордж Уоттерс II, Дэвид Паркер, Дэвид Е. Кэмпбелл, Ли Орлофф), лучшие визуальные эффекты (Джон Нолл, Хэл Т. Хикел, Чарльз Гибсон, Терри Д. Фрэйзи)
- 2004 — премия Гильдии киноактёров США за лучшую мужскую роль (Джонни Депп)